# Stegnosperma cubense
Stegnosperma cubense är en tvåhjärtbladig växtart som beskrevs av Achille Richard. Stegnosperma cubense ingår i släktet Stegnosperma och familjen Stegnospermataceae. Inga underarter finns listade i Catalogue of Life.

## Bildgalleri

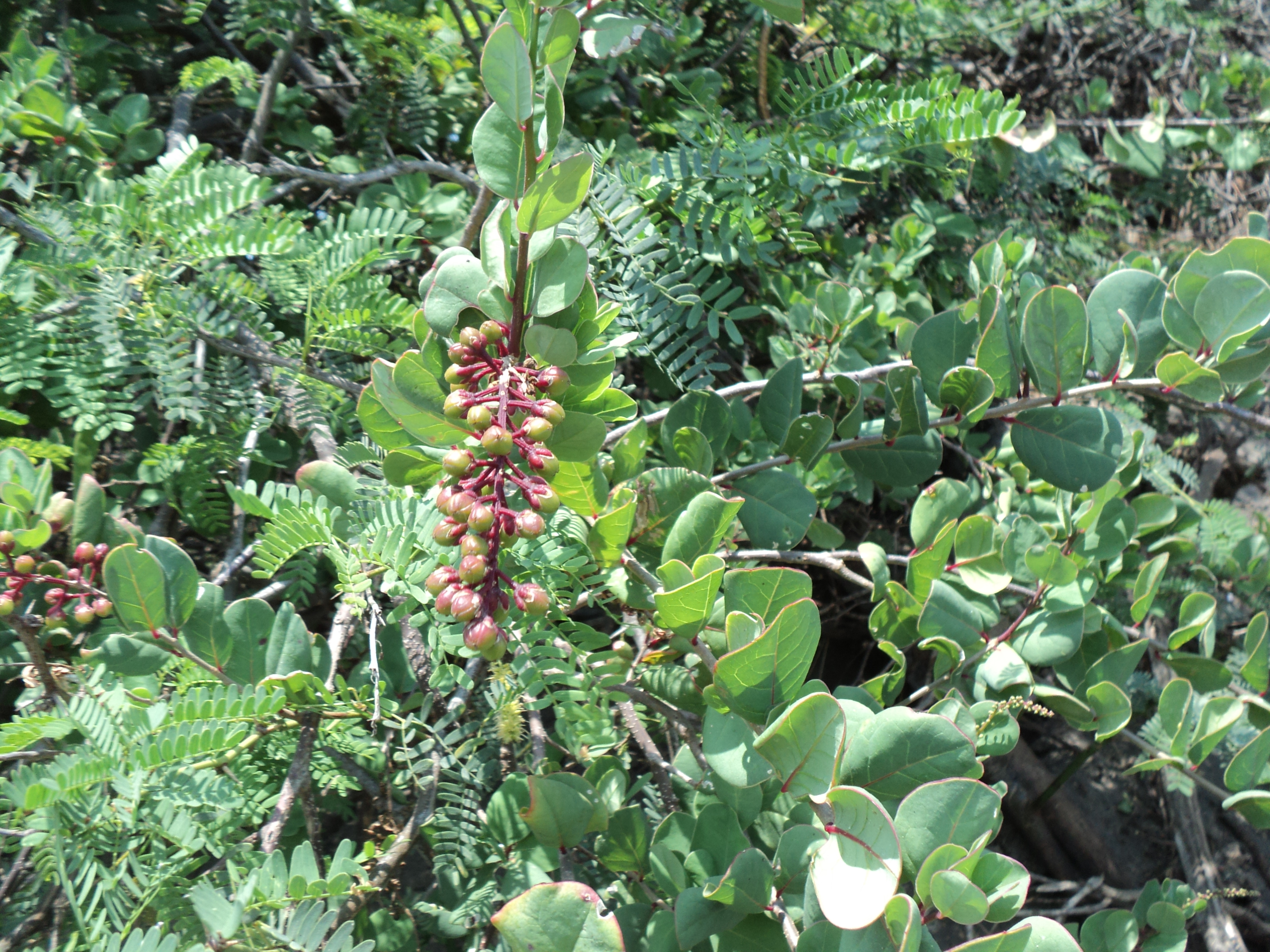